# Divino artista
Divino artista (der göttliche Künstler) ist ein Begriff der frühen italienischen Kunstgeschichtsschreibung und impliziert, „dass die schöpferischen Fähigkeiten des Künstlers Teil der schöpferischen Kraft Gottes seien“, ein Künstler also durch Gott befähigtes Werkzeug zur Schöpfung etwas ganz Neuen sein kann. Der Begriff bezeichnet eine Genialitätszuordnung.

## Begriffsgeschichte

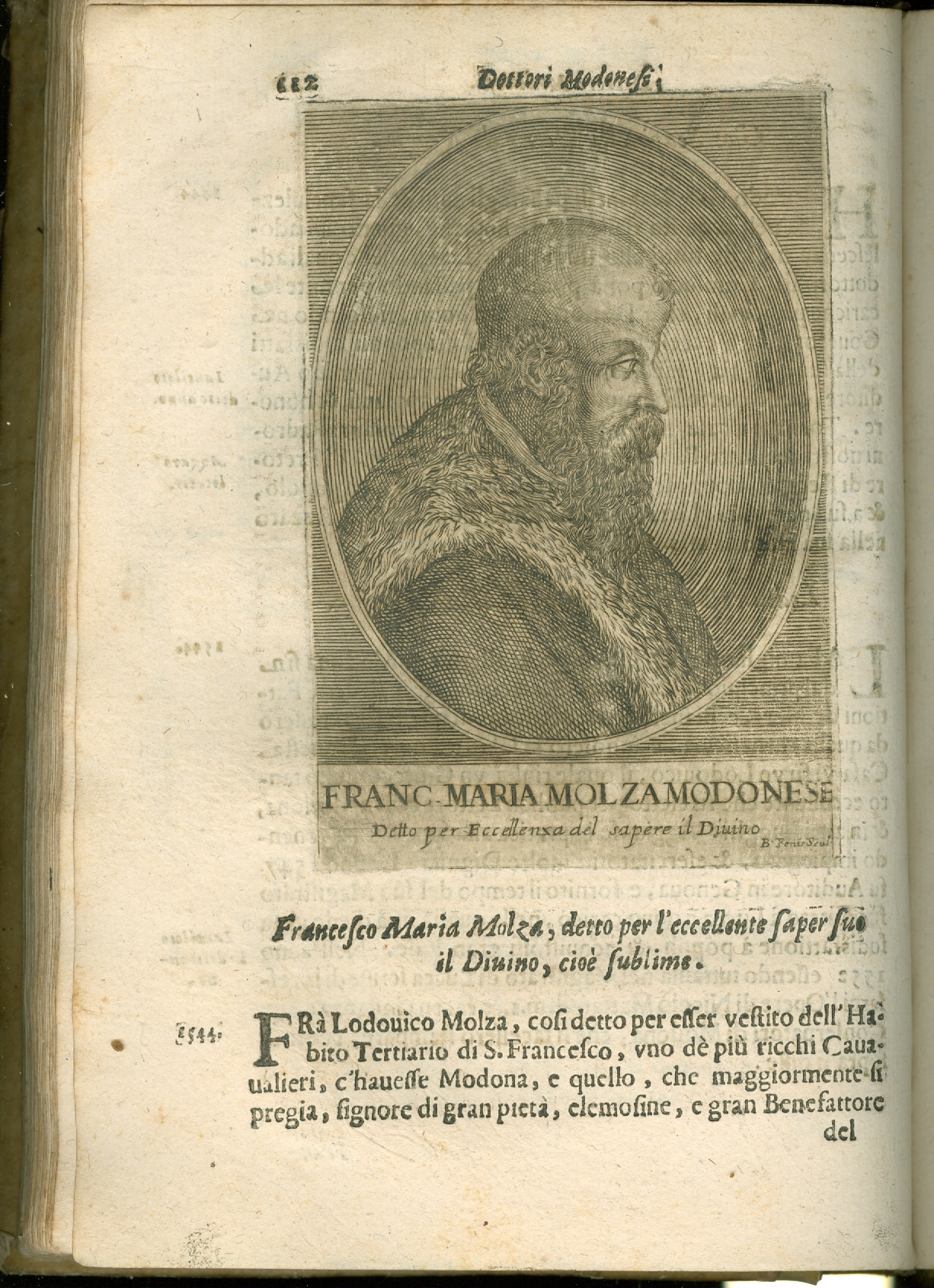
Francesco Maria Molza, genannt Divino wegen seines herausragenden Wissens …, Frontispiz in Dottori Modenesi, 1665

Leon Battista Alberti erkannte im Künstler den alter deus, den anderen Gott. Einen bedeutenden Beitrag zum Konzept des divino artista leisteten die Künstler-Biographien Vasaris.
Divino als Attribut für einen Künstler taucht erstmals in der dritten und letzten Überarbeitung von Ariosts Bestseller Orlando furioso von 1532 auf, wo Ariost selbst schreibt: „Michel più che mortal Angel divino“. Michelangelo wird hier in einer Liste aufgeführt, in der auch Homer, Platon, Dante oder Petrarca zu finden sind. Gelegentlich wird der „Titel“ – nachträglich – auch an Musiker, Dichter und Künstler des 15. Jahrhunderts vergeben, im 16. Jahrhundert sind auch Tizian, Aretino und Ariost selbst Träger dieser Auszeichnung. Besonders Michelangelo wird als Divino artista bezeichnet (vgl. Francisco de Holanda).
In Deutschland wird dieses Denkmodell erstmals von Albrecht Dürer vertreten. Werner Busch analysiert unter diesem Aspekt das Selbstbildnis im Pelzrock von Dürer. Dem divino artista gegenüber steht nach Katharina Bantleon die Vorstellung des deus artifex, dem künstlergleich schaffenden Gott.